# Espinoso del Rey
Espinoso del Rey – gmina w Hiszpanii, w prowincji Toledo, w Kastylii-La Mancha, o powierzchni 48,28 km². W 2011 roku gmina liczyła 577 mieszkańców.